# Эйхлер, Адольф Васильевич
Адольф Васильевич Эйхлер (8 ноября 1869, Орёл — 5 февраля 1911, Баку) — российский архитектор XIX — начала XX века, работавший в Баку. Участковый архитектор Бакинской городской управы в 1892—1911 гг.

## Биография

### Детство и юность
Адольф Эйхлер родился 8 ноября 1869 года в городе Орле, в семье магистра химии и фармации Вильгельма Эдуарда Эйхлера немецкого происхождения и его супруги Елены-Елизаветы Эйхлер (в девичестве — Говорко), также родившейся в Орле. В 1864 году Вильгельм Эйхлер приехал в Баку, где в 1866 году появилась на свет Вильгельмина-Элизабета, старшая сестра Адольфа. В 1870 году в Сураханах родилась младшая сестра Адольфа Виктория-Леонтина. В 1880 году родился брат Адольфа, Роберт-Карл, который скончался в Баку в 1881 году.
В 1888 году отец Адольфа Вильгельма Эйхлер Союзом нефтепромышленников был избран контролером над качеством керосина. С 1878 года за свой счёт благоустраивал городской Михайловский сад, открыл несколько видов растений и два из них (Tulipa Eichleri и Bulbucodium Eichleri) описал в немецком ботаническом журнале. Вильгельм Эйхлер скоропостижно скончался в 1891 году в возрасте 66 лет, и воспитанием Адольфа занимался его дядя Карл-Эдуард, которому принадлежала аптека у площади «Парапет». Адольф Эйхлер вскоре продолжил образование в Петербурге.

### Зрелые годы

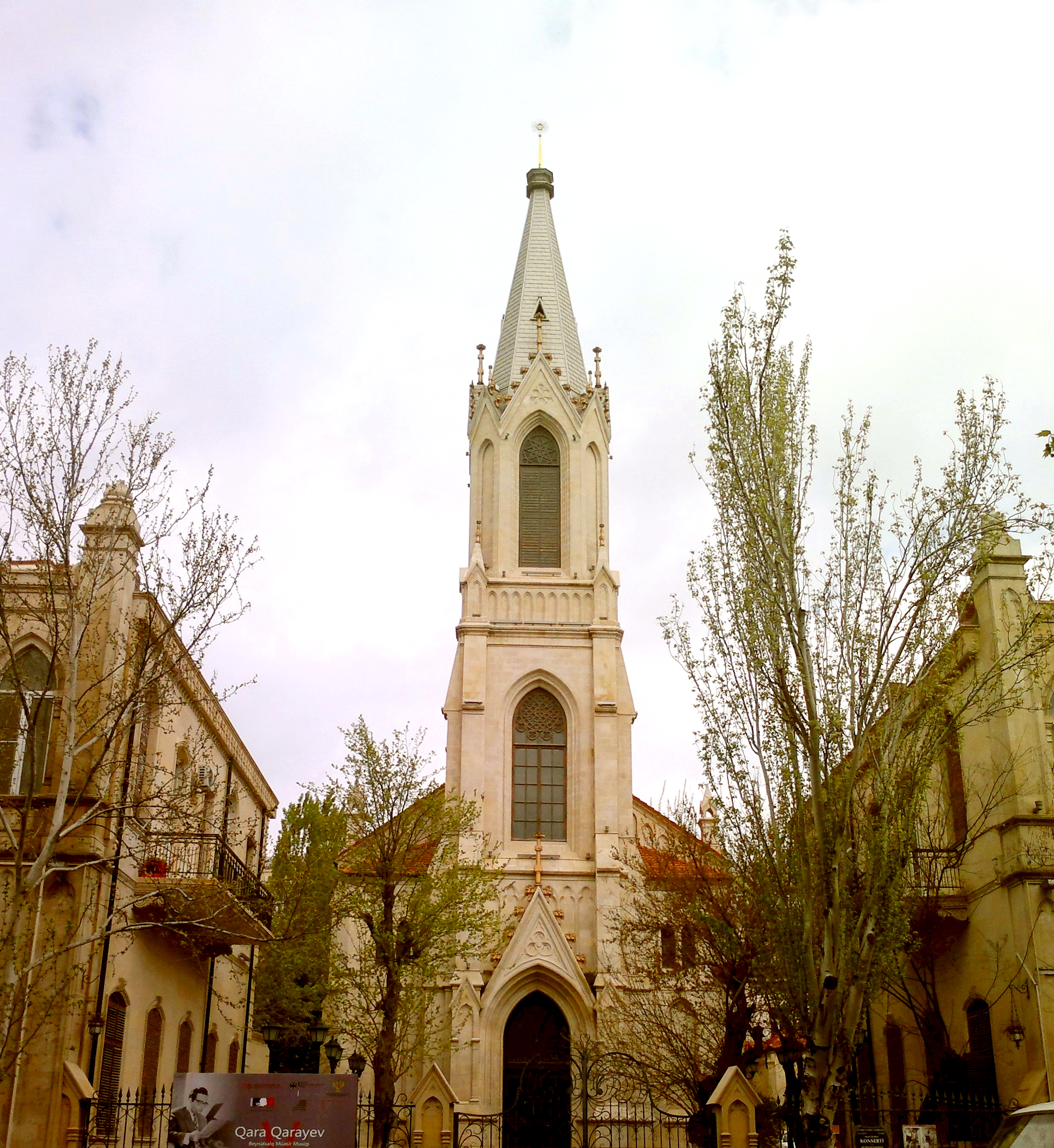
Лютеранская кирха в Баку. Построена в 1899 году

В начале 1892 года по проекту Адольфа Эйхлера было построено одноэтажное здание школы на Сураханской улице (ныне — улица Диляры Алиевой). В 1895 году на Телефонной улице (ныне — улица 28 Мая) первым Церковным советом Лютеранского общества, членом которого в 1877 году был избран Карл Эйхлер, был получен участок земли для постройки кирхи и начальной церковно-приходской школы. Пожертвования можно было собирать только три года и только в Бакинской губернии. В благотворительности приняла участие и семья Нобелей. В 1896 году началось строительство здания кирхи, которое было закончено и освящено в 1899 году. По замыслу колонистов, лютеранская церковь должна была быть похожа на расположенную в Еленендорфе, однако Эйхлер прибегнул к традициям немецкой готики.
После этого по проекту Адольфа Эйхлера в Баку строились жилые дома и школы. Среди построек Эйхлера была и мечеть Ашумова. Вместе с санитарным врачом Эйхлер принимал участие в закрытии некоторых караван-сараев из-за антисанитарного состояния, осуществлял контроль за сжиганием мусора, очисткой выгребных ям и пр.
В 1904 году Эйхлер был назначен архитектором второго участка в центральной части города, а с 1908 года был переведён на первый участок с окладом в 150 рублей. Адольф Эйхлер принимал участие в благотворительных акциях, жертвуя от 3 до 10 рублей в пользу бедных либо на открытие столовых. В 1904 году Эйхлер бесплатно спроектировал детский приют общества «Ясли» на углу Канитапинской (ныне — Адиля Буниятова) и Магазинной (ныне — Сулеймана Рустама), за что был избран Почётным членом этого общества.
24 июля 1907 года в построенной по проекту Эйхлера кирхе состоялось обручение Адольфа и Лидии-Элеонора Теодоровны Нагель. В декабре 1908 года в этой же кирхе была крещена их первая дочь — Ирэна, а в августе 1910 — вторая дочь Корнелия. Крестным отцом им стал друг семьи архитектор Павел Когновицкий.

### Кончина
5 февраля 1911 года в 5 утра Адольф Эхлер застрелился в собственной квартире. По одной из версий Адольф заболел оспой при перестройке заразного отделения городской больницы. Болезнь причиняла Эйхлеру страдания. В день самоубийства жена архитектора с больными дифтерией детьми была у своего отца, в том же дворе дома на углу Шемахинской (ныне — улица Джафара Джаббарлы) и 2-й Параллельной (ныне — Бала Бабы Меджидова). Утром Эйхлер рано проснулся, оделся и начал что-то искать в комоде, заявив ничего не заподозрившей прислуге, что ищет какие-то свои бумаги. После закутался в одеяло, лёг и под ним выстрелил себе в голову.
Начальник Эйхлера, член Городской управы инженер Мамед-Гасан Гаджинский, отзываясь о покойном как об «образцовом и исполнительном работнике», отрицал связь самоубийства со служебной деятельностью архитектора.
Адольф Эйхлер был похоронен на новом лютеранском участке кладбища в Нагорной части города. В 1935 году это кладбище было ликвидировано. На его месте был разбит парк культуры и отдыха имени С. М. Кирова и установлена его статуя. После распада Советского Союза парк был ликвидирован, статуя Кирова, а также объекты развлечения были удалены. Сегодня на месте парка вновь расположено кладбище — Аллея шахидов, а на территории бывшего лютеранского участка расположена турецкая мечеть.
Городская управа планировала поставить памятник на могиле Эйхлера, но эти планы не осуществились.

## Постройки
| Постройка                               | Фотография | Год проектирования | Год постройки | Адрес                                                | Примечания |
| --------------------------------------- | ---------- | ------------------ | ------------- | ---------------------------------------------------- | ---------- |
| Двухэтажный жилой дом                   |            | 1893               | 1895          | Баку, крепость                                       |            |
| Двухэтажный жилой дом                   |            | 1893               | 1896          | Баку, угол Морской и Карантинной улиц                |            |
| Одноэтажные каменные «номера»           |            | 1894               | 1895          | Баку, Телефонная ул.                                 |            |
| Одноэтажный жилой дом                   |            | 1894               | 1895          | Баку, угол Меркурьевской и Биржевой улиц             |            |
| Двухэтажный жилой дом                   |            | 1894               | 1896          | Баку, Сураханская ул.                                |            |
| Каменная ограда мечети Ашумова и мечеть |            | 1895               | 1896          | Баку, Почтовая ул.                                   |            |
| Двухэтажный жилой дом                   |            | 1895               | 1896          | Баку, угол Нагорной и Позеновской улиц               |            |
| Двухэтажный жилой дом                   |            | 1895               | 1896          | Баку, Нижняя Приютская ул.                           |            |
| Двухэтажный жилой дом                   |            | 1895               | 1896          | Баку, крепость                                       |            |
| Каменные лавки                          |            | 1895               | 1896          | Баку, Прачечная ул.                                  |            |
| Одноэтажный жилой дом                   |            | 1895               | 1896          | Баку, Спасская ул.                                   |            |
| Одноэтажный жилой дом                   |            | 1895               | 1896          | Баку, Гимназическая ул.                              |            |
| Двухэтажный жилой дом                   |            | 1896               | 1897          | Баку, Кубинская ул.                                  |            |
| Двухэтажный жилой дом                   |            | 1896               | 1897          | Баку                                                 |            |
| Двухэтажный жилой дом                   |            | 1896               | 1898          | Баку, угол Губернской, Колюбакинской и Спасской улиц |            |